# معركة غانغوت
في معركة غانغوت حدثت في 27 تموز / يوليو./ 7 آب / أغسطس 1714م. خلال الحرب الشمالية العظمى (1700–1721) ، في مياه شمال هنكو، بالقرب من مدينة موقع المدينة العصرية هانكو, فنلندا, بين البحرية السويدية والبحرية الأمبروطورية الروسية. كان أول انتصار مهم للأسطول الروسي في تاريخه.

## معارك مشابهة
- معركة جرينجام (1720) — بدأت في نفس اليوم بعد 6 سنين وكانت نهاية سيطرة السويد على البحر البلطيقي
- معركة سفينسكسوند (1790) — محاولة سويدية لأستعادة السيطرة على البلطيق.

## خلفية المعركة
بدأ بيتر الأكبر هجومه على فنلندا في ربيع عام1713.وسرعانما تقدم الجيش الروسي إلى توركو جنوب غربي الساحل الفنلندي، ومع انتصار روسي في معركة ستوركيرو في ال17 من فبراير عام 1714 كان جنوب فنلدا تحت السيطرة الكاملة لروسا. المحافظ الروسي في فنلندا، الأمير مخاييل جاليتزين، ومع دعم مدرائه في توركو، كان غير قادر على الحصول على المؤن من البحر والذي كان وقتها أهم بكثيرخط مؤن أرضي، البحرية السويدية وبقيادة الأدمرال غوستاف فاتترانج بدأ بأغلاق وحصار الخليج البحري من وإلى خليج بالفعل منذ 24ابريل.والتي لم تكن فقط تغلق المضيق بل وتمنع نفس النهب الروسية من الوصول إلى الخليج السويدي . نوايا روسيا في الحصول على سفن في هنوكو انتهت عندما أكتشفت البحرية السويدية خط الأمداد الروسي جنوب تروكو بال10 من مايوو في معركة وحيدة الطرف أغرق أغلب السفن فيما أسر تمت السيطرة على الباقي.